# Attentat contre l'ambassade de France à Beyrouth en 1982
L'attentat contre l'ambassade de France à Beyrouth en 1982 est une attaque perpétrée contre la représentation diplomatique française au Liban le 24 mai 1982 dans le cadre de la guerre du Liban.

## Contexte
Une série d'attaques touche les intérêts français au Liban durant la guerre civile qui affecte ce pays. Le 4 septembre 1981, l'ambassadeur de France Louis Delamare est assassiné. Le 15 avril 1982, Guy Cavallo, chiffreur à l'ambassade, est tué à son tour. Le 22 avril survient l'attentat de la rue Marbeuf à Paris visant un journal libanais. Deux jours plus tard une attaque à la roquette vise les locaux de l'AFP à Beyrouth.

## Attaque
La Renault 12 d'Anna Cosmidis, secrétaire du service économique de l'ambassade, est piégée durant le week-end à l'aide d'une bombe de 50 kilos télécommandée. Elle explose au moment où la secrétaire passe le portail de l'ambassade le lundi 24 mai à 8h10. La bombe tue Anna Cosmidis et quatre autres membres du personnel  : un parachutiste, un plombier et deux huissiers. Les autres victimes sont des personnes faisant la queue devant la représentation diplomatique. Au total, on dénombre 11 morts et 27 blessés.